# Рыжая мирмика

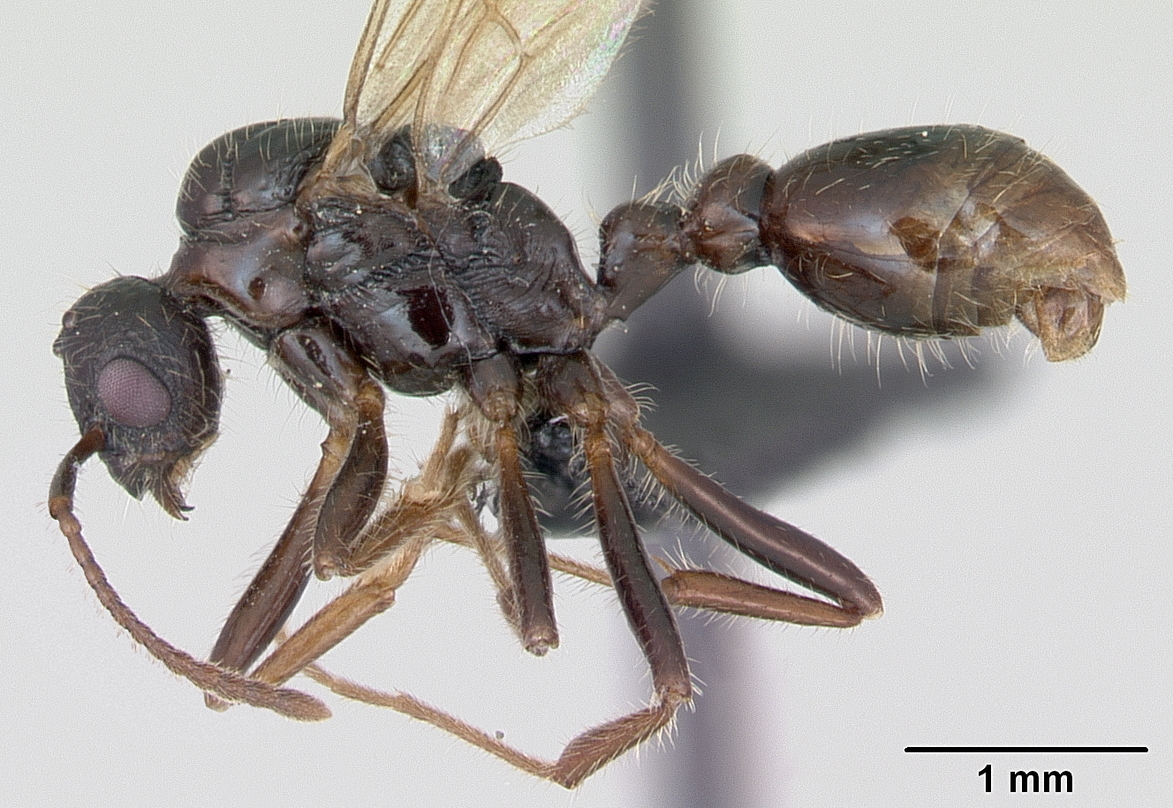
Крылатый самец M. rubra

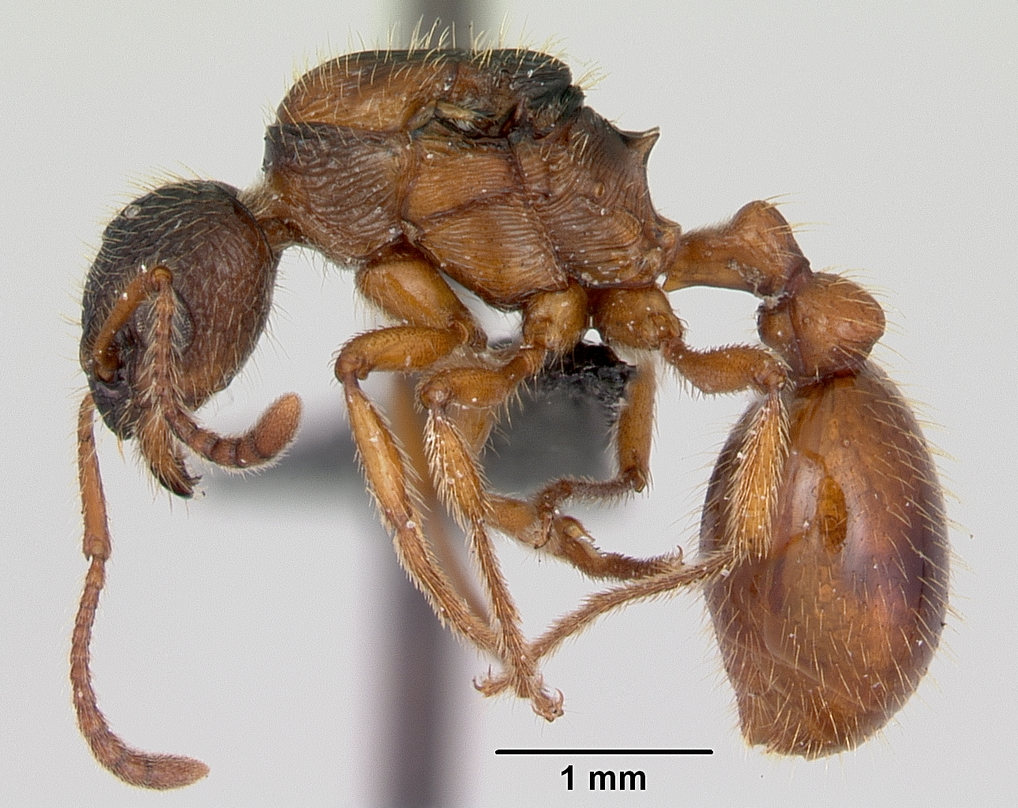
Самка M. rubra

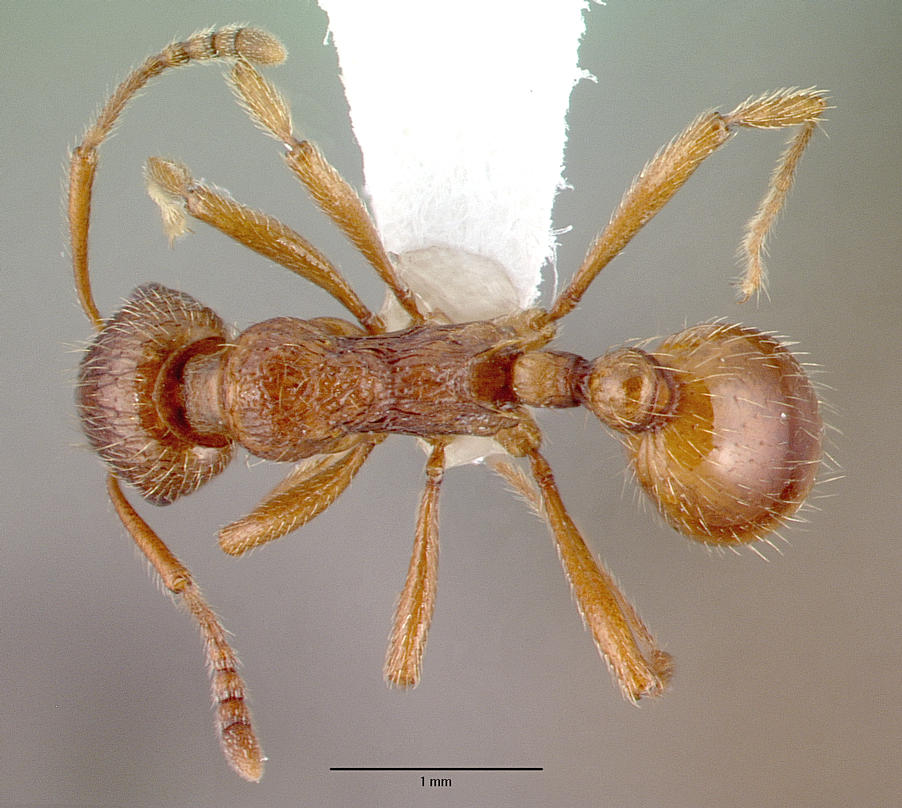
M. rubra, рабочий сверху: шипики заднегруди короткие

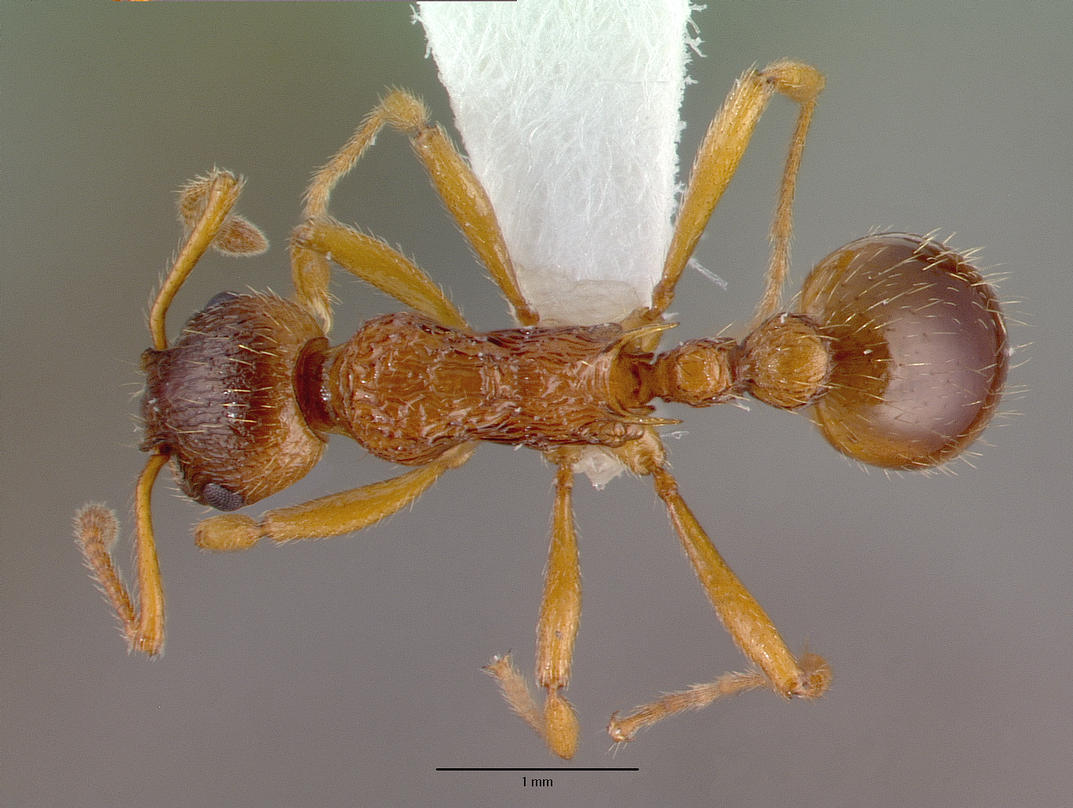
M. ruginodis, рабочий сверху: шипики заднегруди длинные

Рыжая мирмика (лат. Myrmica rubra) — вид мелких рыжих муравьёв рода Myrmica. Европа и Северная Азия.

## Описание
Мелкие рыжеватые муравьи длиной около 5 мм с длинными шипиками заднегруди (матки до 6 мм, самцы чёрные). Скапус усика рабочих плавно изогнут у основания (без зубца или лопасти). Стебелёк между грудкой и брюшком состоит из двух члеников: петиолюса и постпетиолюса (последний четко отделен от брюшка), жало развито, куколки голые (без кокона). Брюшко гладкое и блестящее.

## Биология
Муравьи живут под камнями, упавшими деревьями, и в почве. Семьи полигинные, включают тысячи рабочих особей (иногда до 10 тыс.) и несколько маток (до сотни на одно гнездо). В процессе исследования охотничьего поведения у Myrmica rubra  обнаружено существование «успешного» и «неуспешного» вариантов, и доказано, что успешный законченный процесс охоты обладает меньшей сложностью, чем поведение, не заканчивающееся поимкой добычи.
В 2014 году была подтверждена ранее сообщавшаяся генетическая дифференциация между микрогинами и макрогинами Myrmica rubra в популяции в Дании (Island of Læsø), изученной впервые. Экспериментально в лабораторных условиях обнаружено снижение числа рабочих как в естественно, так и в искусственно смешанных гнёздах макрогин/микрогин по сравнению с контролем (гнёзда только с макрогинами), а также сильное сокращение, но также и удивительную изменчивость в приспособленности гнёзд, возглавляемых только микрогинами. В гнёздах микрогины рождались рабочие, самцы и микрогины. Сами микрогины не размножались в искусственно смешанных гнездах, но чаще всего размножались в естественно смешанных гнездах, которые потеряли свою матку-макрогину. Это, наряду с более высокой смертностью собранных в полевых условиях маток-макрогин из естественно зараженных колоний и более высоким предполагаемым относительным возрастом маток-макрогин в естественно зараженных гнездах, предполагает, что они предпочтительно эксплуатируют более старые колонии-хозяева. Авторы пришли к выводу, что M. rubra microgynes являются внутривидовыми социальными паразитами, специализирующимися на эксплуатации старых колоний хозяев.

## Распространение и инвазии
Европа и Северная Азия до Забайкалья. Недавно этот вид был случайно завезен в Японию и Северную Америку, где рассматривается как инвазивный вид.
Инвазивности способствуют биологические особенности вида: они могут быть как полигинными, так и полидомными: в каждом гнезде проживает несколько репродуктивных маток, а одно гнездо, занимает несколько отдельных микролокаций. В зоне заражения рыжие мирмики (1) не участвуют в брачных полетах, что приводит к высокой плотности гнезд, (2) вызывают экологический ущерб, изменяя сообщества беспозвоночных и (3) являются опасными для человека вредителями, которые агрессивно жалят при потревожении.

## Симбиоз
Гусеницы бабочек-голубянок Maculinea alcon и Maculinea teleius живут в муравейниках Myrmica rubra.

## Генетика
Диплоидный набор хромосом 2n = 46.

## Паразитоиды
Среди паразитических наездников, отмеченных у рыжей мирмики следующие виды:
- Syrphophagus aphidivorus (Encyrtidae)
- Asaphes vulgaris (Pteromalidae)
- Pachyneuron aphidis (Pteromalidae)

## Синонимы
Среди возможных синонимов может быть и таксон Myrmica microrubra, ранее признаваемый социальным паразитом или микрогиной рыжих мирмик. Статус таксона дискутируется, разные авторы рассматриваются гипотезы о том, являются ли M. rubra microgynes отдельным видом, или являются социальными паразитами (Vepsalainen et al., 2009; Seifert, 2010; Leppânen et al., 2011), альтернативными репродуктивными морфами (Steiner et al., 2006) или что-то вроде «полупаразитов» или «предшественников социальных паразитов».
- Formica rubra Linnaeus
- Myrmica laevinodis Nylander
- Myrmica europaea Finzi
- Myrmica levinodis Roger
- Myrmica bruesi F.Weber
- Myrmica champlaini Forel
- Myrmica longiscapa Curtis
- Myrmica longiscapus Curtis